# Peter Antonie
Peter Antonie, född den 11 maj 1958 i Melbourne i Australien, är en australisk roddare.
Han tog OS-guld i dubbelsculler i samband med de olympiska roddtävlingarna 1992 i Barcelona.